# Língua armênia
O armênio (português brasileiro) ou arménio (português europeu) (հայերեն լեզու; AFI: hɑjɛɹɛn lɛzu; transl. hayeren lezow, conhecido comumente apenas como hayeren) é a língua indo-europeia falada pelos armênios, e língua oficial da República da Armênia, localizada na região montanhosa a norte da Mesopotâmia, no sul do Cáucaso. É também amplamente falada pelas comunidades armênias espalhadas ao redor do mundo com a diáspora armênia. O idioma tem seu próprio sistema de escrita, o alfabeto armênio.
A língua está em situação ativa e possui cerca de 5,3 milhões de falantes nativos e 6 a 7 milhões de falantes ao redor do mundo.
Os linguistas costumam classificar o armênio como um ramo independente, do tipo analítico-aglutinante, da família linguística indo-europeia; alguns indo-europeístas propuseram que o idioma deveria ser agrupado justamente com o ramo helênico (grego), na chamada hipótese greco-armênia, em combinação com a hipótese greco-ariana.

## Etimologia

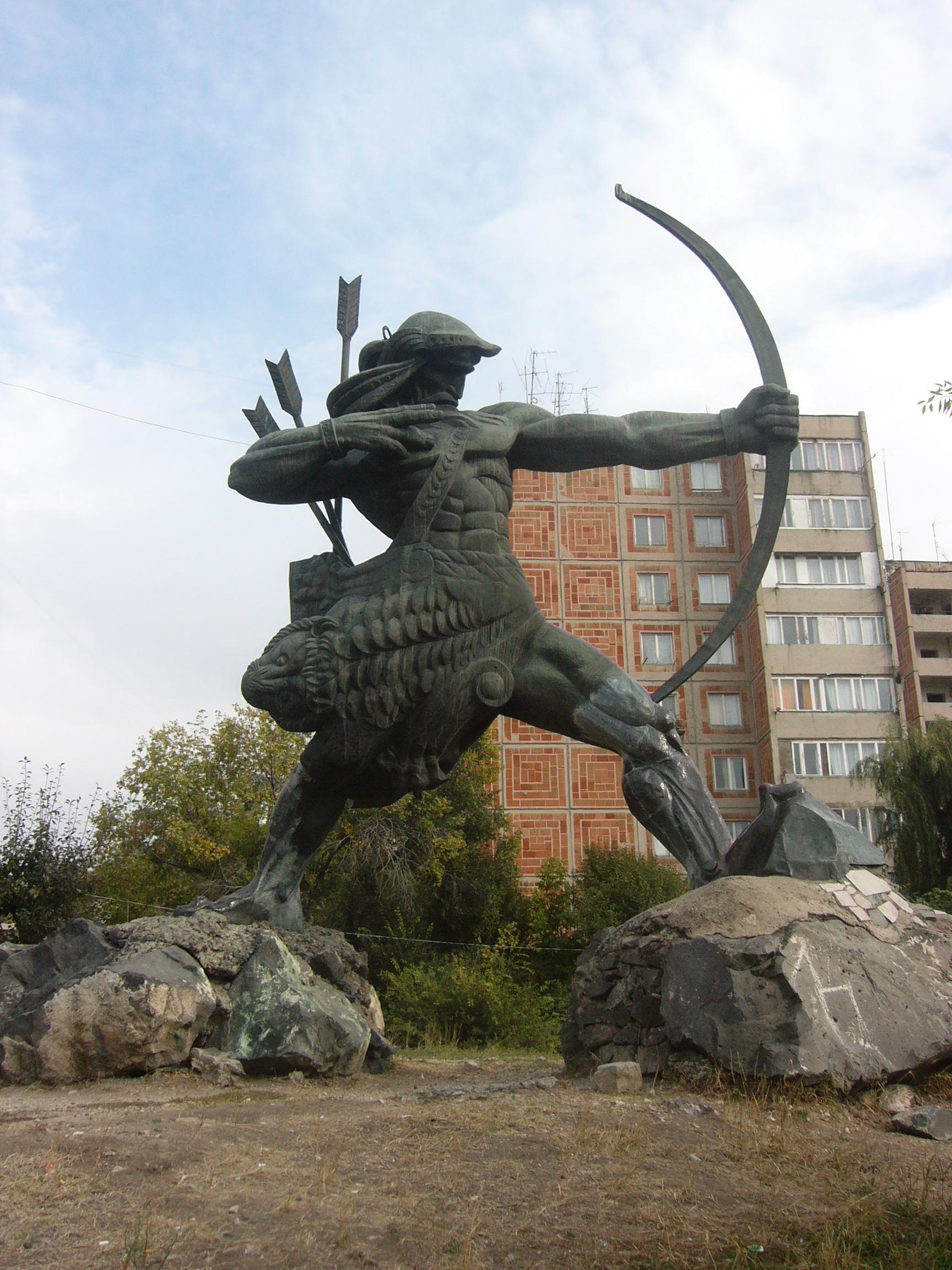
Estátua de Haico, em Erevã, capital da Armênia

Em armênio, հայերեն լեզու (hayeren lezow) significa 'língua armênia'. A palavra hayeren foi mencionada pela primeira vez em textos escritos por reis hititas a partir de 1 500 a.C., provavelmente associada ao Deus mesopotâmico Haya [en]. É muito provável, segundo a mitologia armênia, que, a partir de 301 d.C., o culto ao Deus Haya tenha se transformado na imagem de Haico, (Հայկո (Hayko), em armênio), o ancestral patriarca da Armênia.
Quanto à palavra armênia, existem diversas teorias que explicam sua origem. Alguns estudiosos acreditam que este exônimo, usado por países vizinhos à Armênia, deriva de Armenak, bisneto do bisneto de Haico. Outros sugerem que este nome tenha sido mencionado pela primeira vez em escritas de reis que governavam o norte da Síria entre 2300-2 100 a.C. Há também registros de antigas escrituras persas (século VI a.C.) utilizando o termo armina para se referir ao povo armênio durante o governo do rei Dário I.

## Distribuição
Apesar de o armênio ser majoritariamente falado no território da Armênia, muitas famílias deixaram seu país de origem após o genocídio armênio em 1915. Formaram-se, assim, comunidades dispersas em vários países cuja língua materna é o armênio e em que se praticam os costumes e tradições da Armênia. Abaixo encontram-se o número de falantes de armênio ao redor do mundo:
| País           | Falantes  | País        | Falantes |
| -------------- | --------- | ----------- | -------- |
| Armênia        | 2.900.000 | Brasil      | 47.000   |
| Rússia         | 510.000   | Canadá      | 45.000   |
| Estados Unidos | 240.000   | Alemanha    | 27.000   |
| Líbano         | 150.000   | Grécia      | 20.000   |
| Argentina      | 150.000   | Cazaquistão | 16.000   |
| Geórgia        | 150.000   | Espanha     | 12.000   |
| Irão           | 110.000   | Austrália   | 11.000   |
| Turquemenistão | 84.000    | Kuwait      | 11.000   |
| França         | 70.000    | Jordânia    | 10.000   |
| Uzbequistão    | 66.000    | Turquia     | 10.000   |
| Síria          | 60.000    | Austrália   | 6.000    |
| Ucrânia        | 50.000    | Israel      | 6.000    |

### Dialetos

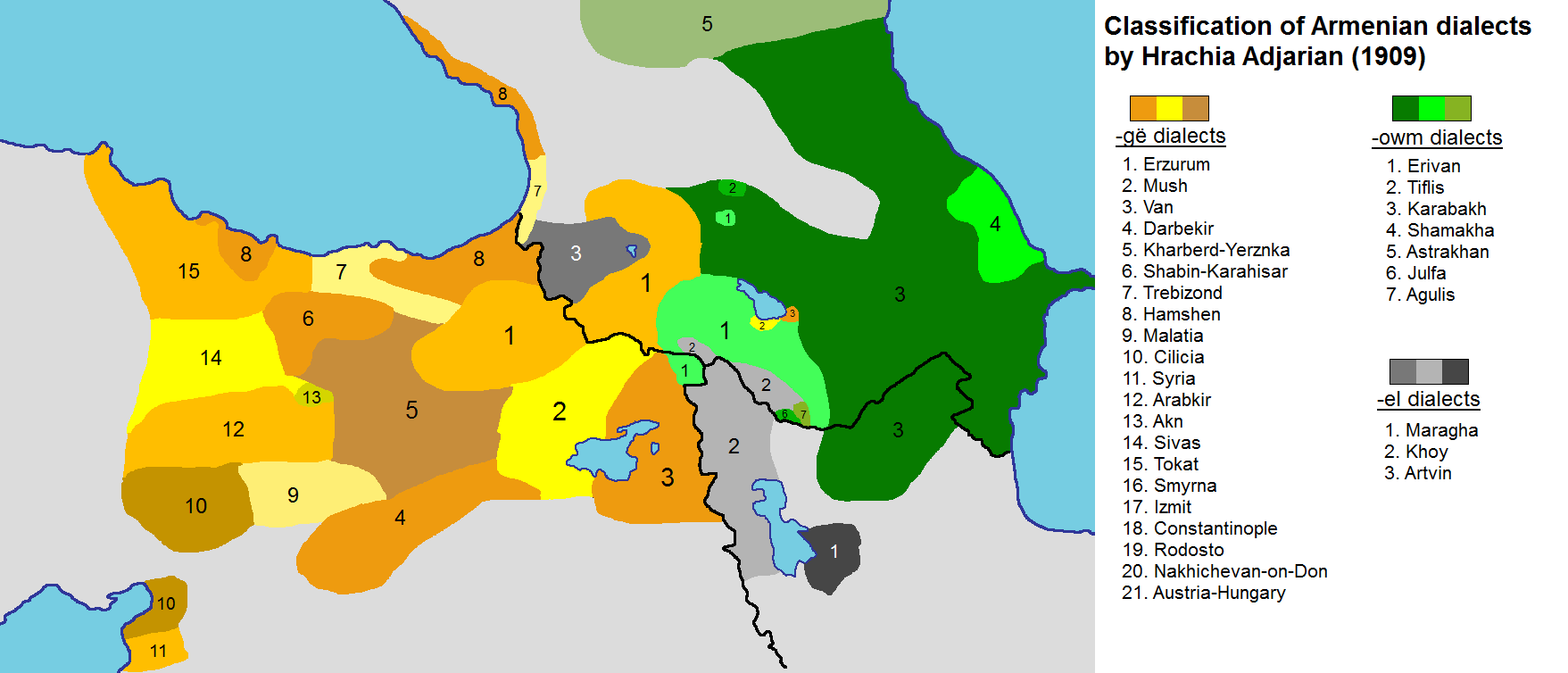
Distribuição dos dialetos armênios na região do Cáucaso do Sul:
dialetos -owm (Armênio oriental)
dialectos -el
dilectos -gë (Armênio ocidental)

O armênio moderno atualmente possui duas divisões principais: o armênio oriental e o armênio ocidental. O armênio oriental é derivado dos dialetos armênios de Erevã e do Monte Ararate, enquanto o armênio ocidental se originou do dialeto armênio de Istambul, na Turquia. O armênio oriental predomina na Armênia, Rússia, Irã e Azerbaijão, enquanto o ocidental consolidou-se nos demais países da diáspora.
Embora sejam divididos, as duas formas do armênio são mutuamente inteligíveis, diferenciando-se em alguns aspectos fonológicos e gramaticais. Um dos motivos para essas diferenças é o contato próximo do armênio ocidental com o árabe e o turco.
A partir dessas divisões, foram formados alguns dialetos não mutuamente inteligíveis. Muitos desses dialetos se tornaram extintos com o genocídio armênio. Entretanto, ainda há falantes de dialetos como o homshetsi, falado na Síria, no Líbano e na Turquia, o karin, falado no norte da Armênia, o karabakh, falado no Azerbaijão, e o mush, falado em cidades armenas próximas ao Lago Sevã.
Entre as diferenças fonológicas entre as divisões principais, nota-se que, para os falantes de armênio oriental, os grafemas <թ>, <դ> e <տ> correspondem aos fonemas [tʰ], [d] e [t˭] (oclusiva desvozeada), respectivamente. Enquanto isso, o armênio ocidental simplificou o sistema oclusivo em uma divisão simples entre oclusivas sonoras e aspiradas; a primeira série corresponde à série desvozeada do armênio oriental, e a segunda corresponde à série sonora e aspirada oriental. Assim, no armênio ocidental, <թ> e <դ> correspondem a [tʰ], e <տ> a [d]. Abaixo encontra-se um quadro comparativo de vocabulário entre o armênio oriental e o armênio ocidental:
| Vocabulário             | Armênio oriental                      | Armênio ocidental                                                |
| ----------------------- | ------------------------------------- | ---------------------------------------------------------------- |
| Olá                     | Barev (բարև)                          | Parev (բարև)                                                     |
| Como vai? (formal)      | Vonts' ek (ո՞նց եք)                   | Inč'bes ek (ինչպէ՞ս էք)                                          |
| Como vai? (informal)    | Inč' ka č'ka (ի՞նչ կա չկա)            | Inč' ga č'ga (ի՞նչ կայ չկայ)                                     |
| Por favor               | Khntrem (խնդրեմ)                      | Khntrem (խնդրեմ), Hadjiss (հաճիս)                                |
| Obrigado                | Šnorhakal em (շնորհակալ եմ)           | Šnorhagal em (շնորհակալ եմ)                                      |
| Muito obrigado          | Šat šnorhakal em (շատ շնորհակալ եմ)   | Šad šnorhagal em (շատ շնորհակալ եմ)                              |
| Bem-vindo               | Bari galoust (բարի գալուստ)           | Singular: Pari yegar (բարի եկար) Plural: Pari yegak' (բարի եկաք) |
| Tchau                   | C'tesout'ioun (ցտեսություն)           | C'desout'ioun (ցտեսութիւն)                                       |
| Bom dia                 | Bari louys (բարի լույս)               | Pari louys (բարի լոյս)                                           |
| Boa noite (cumprimento) | Bari yereko (բարի երեկո)              | Pari irigoun (բարի իրիկուն)                                      |
| Boa noite (despedida)   | Bari gišer (բարի գիշեր)               | Kišer pari (գիշեր բարի)                                          |
| Eu te amo               | Yes k'ez siroum em (ես քեզ սիրում եմ) | Yes ëzk'ez gë sirem (ես զքեզ կը սիրեմ)                           |

## História

### História da Língua

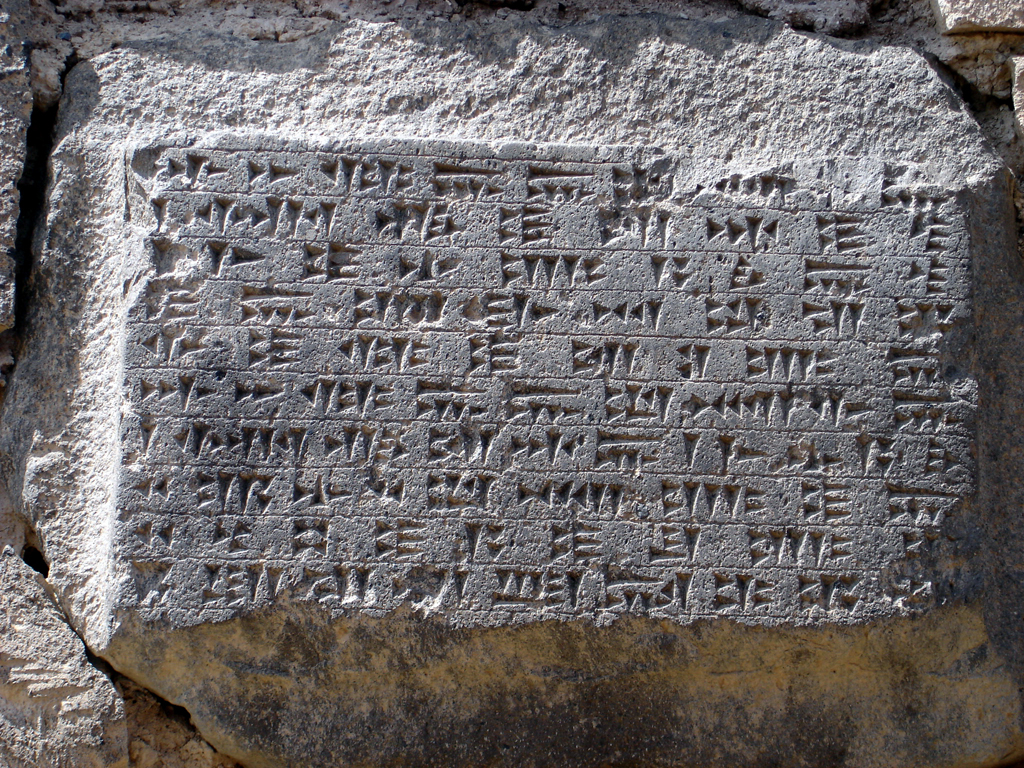
A "certidão de nascimento" de Erevã na Fortaleza Erebuni, uma inscrição em escrita cuneiforme deixada pelo rei Arguisti I de Urartu em uma laje de pedra de basalto sobre a fundação da cidade em

O proto-armênio, considerado o ancestral da língua armênia, é um termo que não possui uma definição clara, mas é utilizado para se referir aos estágios ancestrais entre a língua proto-indo-europeia e os primeiros momentos da língua armênia clássica. Acredita-se que os primeiros falantes do proto-armênio chegaram na região do cáucaso na Idade do Bronze, onde tiveram o primeiro contato com os frígios, os quais formavam um reino na região de Urartu.

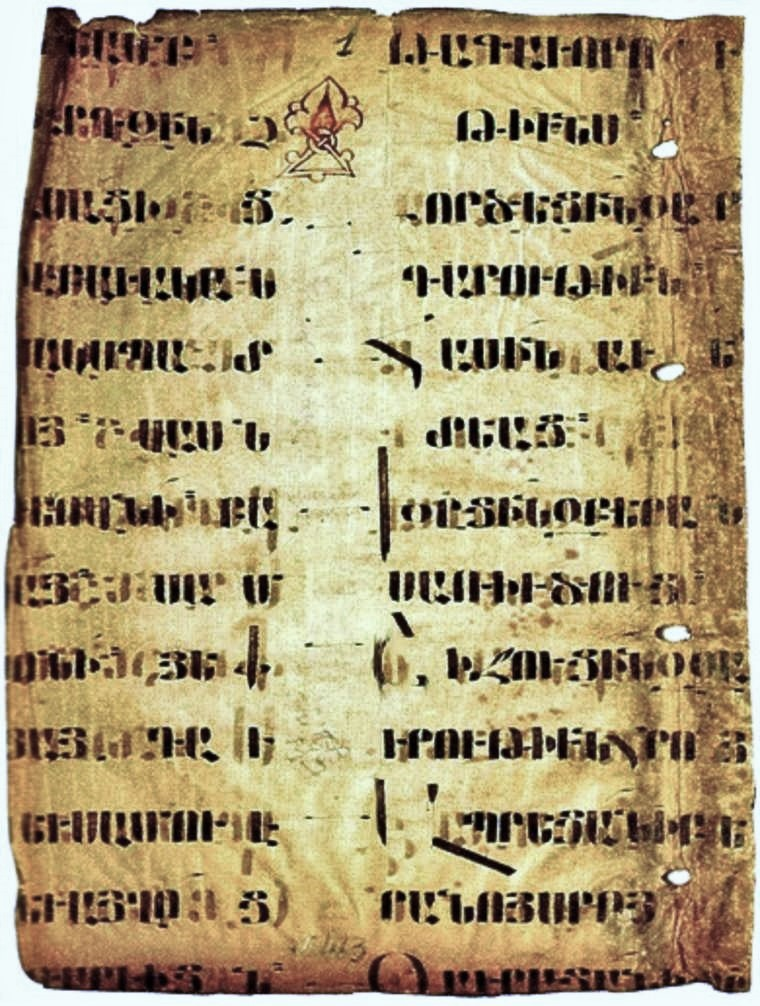
Manuscrito armênio do século V

A língua armênia clássica, frequentemente chamada de Grabar (literalmente "língua escrita"), teve seu início marcado com a criação do alfabeto armênio no século V. Durante seu uso, importou diversas palavras das línguas iranianas médias, especialmente do parto, e contém vocabulários menores de empréstimos do grego, do siríaco, latim e de línguas autóctones, como o urartiano.
O arménio médio, também chamado de armênio cilício, pois surgiu durante o Reino Armênio da Cilícia, originou-se no século XII e se caracterizou como uma transição do armênio clássico (grabar) para o armênio moderno (ashkharhabar). A língua incorporou ainda mais empréstimos do árabe, turco, persa e latim, e os dialetos modernos assimilaram centenas de novas palavras do turco e do persa. Assim, determinar a evolução histórica do armênio é particularmente difícil, já que o idioma utiliza-se de palavras emprestadas de praticamente todos os idiomas que fizeram parte de sua história.

### História da documentação

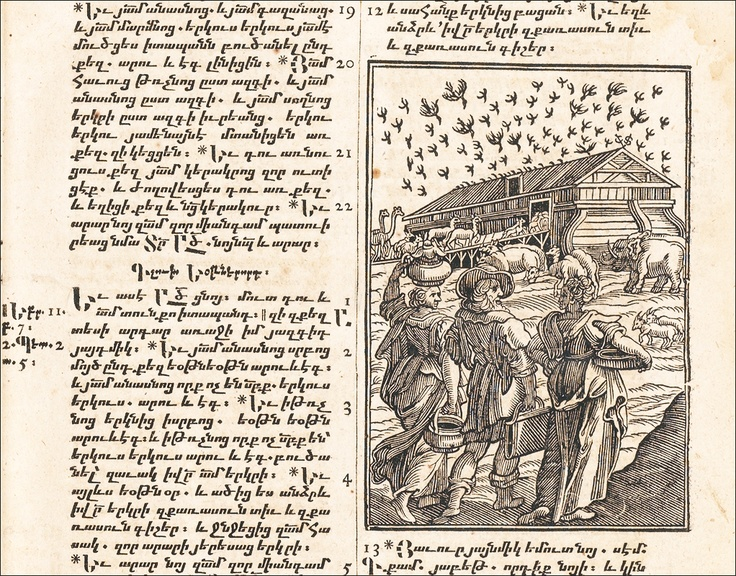
Primeira versão impressa da Bíblia na língua armênia

Os primeiros registros encontrados sobre o povo armênio incluem antigas inscrições persas na Pedra de Beistum, por volta do século VI a.C., e descrições feitas pelo general grego Xenofonte, contadas no livro  a Anábase, no século IV a.C. Entretanto, os mais antigos registros de escrita na língua armênia estão gravados em pedras em templos armênios e são chamados de Mehenagir. Mais tarde, no ano de 405, O alfabeto armênio foi criado por Mesrobes Mastósio, constituído na época por 36 caracteres.
Cronistas armênios afirmam que a falta da Sagrada Escritura na língua local era um obstáculo para a obra missionária, já que, no início do século IV, tradicionalmente em 301, a Armênia oficialmente adotou o cristianismo. Cem anos depois, surgiu o primeiro texto da literatura armênia (a tradução da Bíblia feita por Mesrobes Mastósio). A história anterior do idioma é pouco clara, e ainda está sujeita a muita especulação.

### Influência de outras línguas
Já existe um certo consenso de que houve um contato antigo entre o armênio e as línguas anatólicas, com base em certos "arcaísmos" partilhados, tais como a ausência do feminino e de vogais longas herdadas. Há palavras em armênio que normalmente são associadas a empréstimos de línguas anatólicas como o lúvio, embora alguns pesquisadores também tenham identificado possíveis empréstimos hititas. Um exemplo é a palavra em armênio xalam (crânio), cognato da palavra hitita ḫalanta (cabeça).

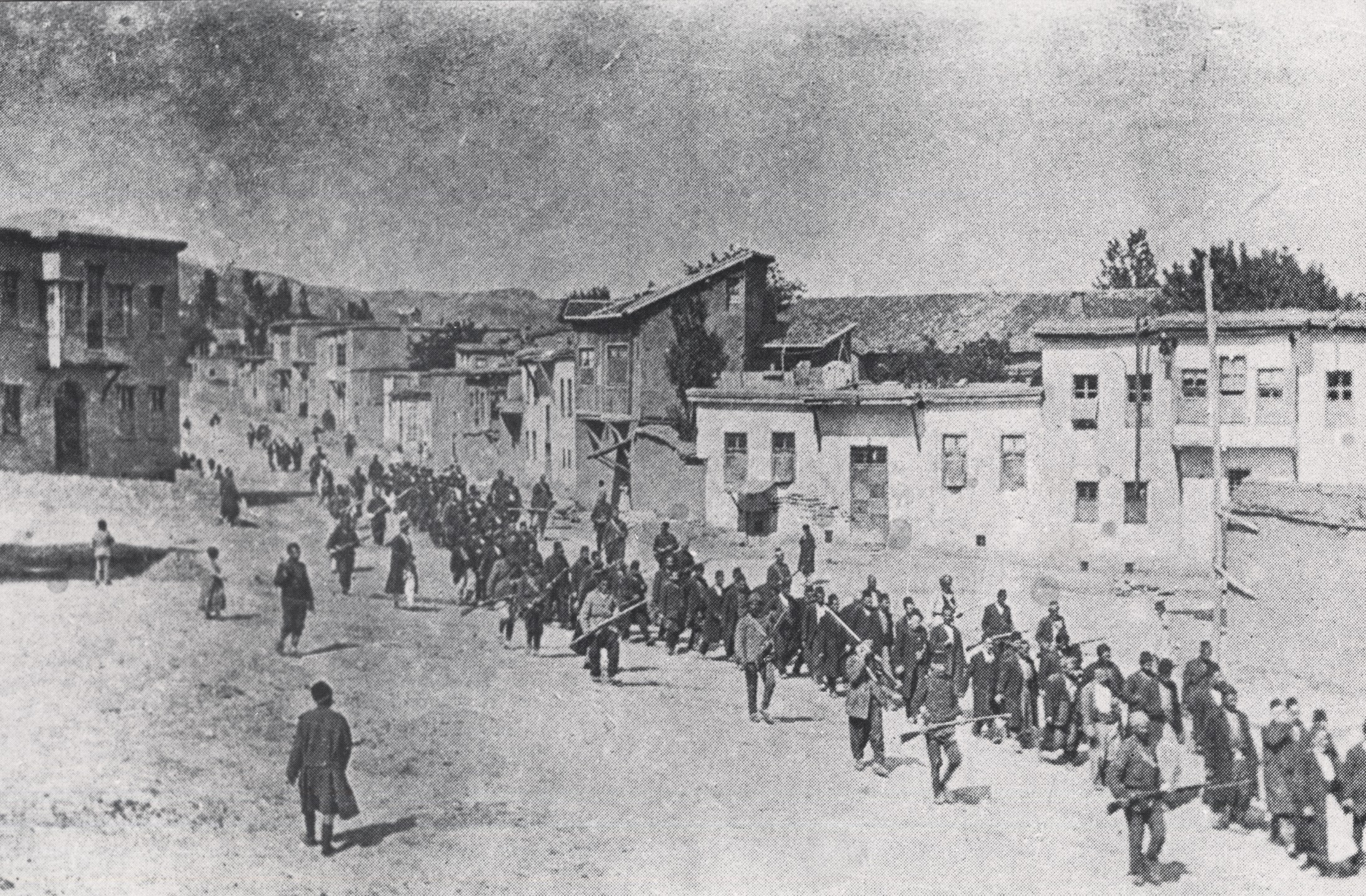
Forças militares otomanas conduzindo armênios para um campo de execução, 1915

A grande porcentagem de empréstimos dos idiomas iranianos levou inicialmente os linguistas a classificar o armênio como tal. A distinção do armênio só foi reconhecida novamente de fato pelos linguistas no fim do século XIX quando o método comparativo foi utilizado para distinguir entre duas camadas de empréstimos iranianos num vocabulário genuinamente armênio. Os dois dialetos literários atuais, o ocidental (associado originalmente com os escritores do Império Otomano) e o oriental (associado originalmente com os escritores do Império Russo) eliminaram quase todas as influências turcas de seu léxico no século XX, especialmente depois do genocídio armênio.
Alguns linguistas vêem o armênio como um parente próximo do frígio; outros mantêm que o grego seria o idioma mais próximo do armênio ainda em existência. A representação característica grega das laríngeas no início de palavras, através de vocais prostéticas, também é partilhada pelo armênio, juntamente com outras peculiaridades fonológicas e morfológicas do grego. O suposto parentesco entre os dois idiomas também representaria uma luz à natureza parafilética da isoglossa centum-satem. O armênio também partilha as principais isoglossas com o grego; outros linguistas propõem que os ancestrais linguísticos dos dois idiomas seriam muito semelhantes, ou tinham uma relação de contato muito próximo. No entanto, tais teorias são contestadas; e nos primeiros registros do armênio, no século V, quaisquer evidências de parentesco foram reduzidas a umas poucas e frágeis amostras.
O armênio pertence ao grupo satem (satəm) de línguas indo-europeias; este grupo inclui aquelas línguas em que as oclusivas palatais tornaram-se fricativas palatais ou alveolares, como as eslavas, bálticas e o indo-iranianas. O armênio também apresenta pelo menos uma característica do grupo centum - compreendendo celta, germânica, itálica e grega - o qual preserva oclusivas palatais ocasionais como sons semelhantes a /k/.

## Fonologia

### Consoantes
A língua armênia possui 31 fonemas consonantais, identificados no quadro abaixo:
|             |             | Labial | Dental/ Alveolar | Pós-alveolar | Palatal | Velar | Uvular | Glotal |
| ----------- | ----------- | ------ | ---------------- | ------------ | ------- | ----- | ------ | ------ |
| Nasal       | Nasal       | m      | n                |              |         |       |        |        |
| Oclusiva    | surda       | p      | t                |              |         | k     |        |        |
| Oclusiva    | sonora      | b      | d                |              |         | g     |        |        |
| Oclusiva    | aspirada    | pʰ     | tʰ               |              |         | kʰ    |        |        |
| Africada    | surda       |        | t͡s               | t͡ʃ           |         |       |        |        |
| Africada    | sonora      |        | d͡z               | d͡ʒ           |         |       |        |        |
| Africada    | aspirada    |        | t͡sʰ              | t͡ʃʰ          |         |       |        |        |
| Fricativa   | surda       | f      | s                | ʃ            |         |       | χ      | h      |
| Fricativa   | sonora      | v      | z                | ʒ            |         |       | ʁ      |        |
| Vibrante    | Vibrante    |        | r                |              |         |       |        |        |
| Tap ou Flap | Tap ou Flap |        | ɾ                |              |         |       |        |        |
| Aproximante | Aproximante | ʋ      | l                |              | j       |       |        |        |

- Aspiração de consoantes

Uma das principais características do sistema fonológico armênio é a distinção de oclusivas e fricativas desvozeadas aspiradas e não aspiradas.
- Surgimento da fricativa labiodental surda

A fricativa labiodental /f/ não é um fonema originário do armênio, sendo introduzido durante a Idade Média e compondo principalmente posições iniciais e finais nos empréstimos estrangeiros.
- Palatalização e velarização da nasal alveolar

A nasal alveolar /n/ pode sofrer variações alofonéticas em algumas assimilações:
- a nasal palatal /ɲ/ precedendo fricativas pós-alveolares, como em անջնջելի [ɑɲdʒəɲdʒɛli] 'indestrutível';

- a nasal velar /ŋ/ precedendo oclusivas velares, como em անկարելի [ɑŋkɑrɛli] 'impossível'.

### Vogais
O armênio moderno apresenta 6 fonemas vocálicos, mostrados a seguir:
| Editar      | Anterior          |                   | Central           |                   | Posterior         |
| Fechada     | \| i u ə ɛ ɔ ɑ \| | \| i u ə ɛ ɔ ɑ \| | \| i u ə ɛ ɔ ɑ \| | \| i u ə ɛ ɔ ɑ \| | \| i u ə ɛ ɔ ɑ \| |
|             | \| i u ə ɛ ɔ ɑ \| | \| i u ə ɛ ɔ ɑ \| | \| i u ə ɛ ɔ ɑ \| | \| i u ə ɛ ɔ ɑ \| | \| i u ə ɛ ɔ ɑ \| |
| Semifechada | \| i u ə ɛ ɔ ɑ \| | \| i u ə ɛ ɔ ɑ \| | \| i u ə ɛ ɔ ɑ \| | \| i u ə ɛ ɔ ɑ \| | \| i u ə ɛ ɔ ɑ \| |
| Média       | \| i u ə ɛ ɔ ɑ \| | \| i u ə ɛ ɔ ɑ \| | \| i u ə ɛ ɔ ɑ \| | \| i u ə ɛ ɔ ɑ \| | \| i u ə ɛ ɔ ɑ \| |
| Semiaberta  | \| i u ə ɛ ɔ ɑ \| | \| i u ə ɛ ɔ ɑ \| | \| i u ə ɛ ɔ ɑ \| | \| i u ə ɛ ɔ ɑ \| | \| i u ə ɛ ɔ ɑ \| |
|             | \| i u ə ɛ ɔ ɑ \| | \| i u ə ɛ ɔ ɑ \| | \| i u ə ɛ ɔ ɑ \| | \| i u ə ɛ ɔ ɑ \| | \| i u ə ɛ ɔ ɑ \| |
| Aberta      | \| i u ə ɛ ɔ ɑ \| | \| i u ə ɛ ɔ ɑ \| | \| i u ə ɛ ɔ ɑ \| | \| i u ə ɛ ɔ ɑ \| | \| i u ə ɛ ɔ ɑ \| |
| i u ə ɛ ɔ ɑ |                   |                   |                   |                   |                   |

| i u ə ɛ ɔ ɑ |

- Pronúncia de ⟨ɛ⟩

Em armênio, o fonema /ɛ/ possui duas formas ortográficas (ե e է), pois são pronunciadas de formas diferentes:

- em posições iniciais, utiliza-se ե, sendo pronunciado juntamente com a aproximante /j/, como em երազ [jɛrɑz] 'sonho'. A exceção é para as formas conjugadas do verbo ser/estar - լինել (linel), em que a aproximante não é pronunciada. As demais palavras em que se pronuncia somente /ɛ/ nas posições iniciais são representadas por է;

- em posições médias e finais, utiliza-se ե, sendo pronunciado como /ɛ/.
- Pronúncia de ⟨ɔ⟩

O fonema /ɔ/ também possui duas formas ortográficas (ո e օ), pronunciadas da seguinte forma:
- em posições iniciais, utiliza-se n, sendo pronunciado juntamente com a aproximante /ʋ/, como em ոսկե [ʋɔskɛ] 'dourado'. A exceção é para a interrogativa ով [ɔv] 'quem?' e seus derivados, em que a aproximante não é pronunciada. As demais palavras em que se pronuncia somente /ɔ/ são representadas por o;
- em posições médias e finais, utiliza-se n, sendo pronunciado como /ɔ/.

### Ditongos
O armênio é frequentemente considerado como uma língua sem ditongos. Entretanto, há combinações do tipo aproximante-vogal, que podem ser identificadas como ditongos em uma definição mais ampla. A aproximante /j/ se combina com as vogais para formar os ditongos:
- Ascendentes: [ɑj], [ɛj], [ɔj] e [uj];

- Descendentes: [jɑ], [jɔ] e [ju].

### Sílabas
A estrutura silábica do armênio identifica a vogal como núcleo da sílaba, enquanto as consoantes podem constituir as posições de onset e coda. O padrão de sílabas para a maioria das palavras no léxico armênio é (C)(C)V(C)(C), em que os casos mais frequente são V (vogal), CV (consoante-vogal) e CVC (consoante-vogal-consoante). 

### Prosódia
A prosódia no armênio envolve dois temas: tonicidade e entonação.

#### Tonicidade
- No armênio moderno, a última sílaba geralmente recebe o acento tônico, conferindo à vogal maior sonoridade e duração, como em:[35]

1. /əŋ.'kɛr/ "amigo";

2. /kʰɑ.'ʁɑkʰ/ "cidade".
- Em alguns casos, o acento tônico recai sobre outras sílabas, por exemplo:[36]

1. /'ɑj.sɔr/ "hoje;

2. /tsɑ.'ʁi.kə/ "a flor";

3. /'ɑ.si.ɑ/ "Ásia".
- Podem haver acentos secundários nas palavras, contanto que os acentos não ocorram em sílabas vizinhas. É comum que a primeira sílaba receba a tônica secundária, como em:[37]

1. /'bɑ.ɾɑ.'rɑn/ "dicionário";

2. /'gi.tutʰ.'jun/ "ciência".

#### Entonação
Também chamada de ritmo de fala, a entonação envolve a variação de tons e aplicação de pausas para indicar diversas conotações.
- Tom descendente: A frase começa com um tom mais alto e termina com um tom mais grave, expressando finalidade, como em /nɑ gnɑtsʰ ʃukɑ/ "ele foi ao mercado";
- Tom ascendente: A frase começa com um tom mais baixo e termina com um tom mais agudo, expressando dúvida e surpresa, como em /dzɛz dur jɛkɑv girkə?/ "você gostou desse livro?";
- Tom constante: A manutenção do tom em uma frase indica exclamação, como em /iɲktʃʰkʰɑn gɛʁɛtsʰik ɛ ɑjs ɑχtʃʰikə!/ "essa menina é bonita!".

## Ortografia

Alfabeto armênio e suas respectivas transliterações

O sistema de escrita usado na língua é o alfabeto armênio, composto por 38 caracteres, sendo 30 consoantes e 8 vogais. A maioria das letras também possuem valores numéricos. A seguir estão dispostos os caracteres do alfabeto armênio, seus respectivos nomes em armênio, a romanizações, representações fonéticas (para o armênio oriental), explicações de pronúncia e valores numéricos:
| Armênio | Nome  | Romanização | Fonema AFI  | Aproximação                               | Valor numérico |
| ------- | ----- | ----------- | ----------- | ----------------------------------------- | -------------- |
| Ա ա     | ayb   | A a         | /a/         | alface                                    | 1              |
| Բ բ     | ben   | B b         | /b/         | barco                                     | 2              |
| Գ գ     | gim   | G g         | /g/         | gato                                      | 3              |
| Դ դ     | da    | D d         | /d/         | dado                                      | 4              |
| Ե ե     | yechʰ | Ye ou E e   | /jɛ/ ou /ɛ/ | iéti ou ré                                | 5              |
| Զ զ     | za    | Z z         | /z/         | zebra                                     | 6              |
| Է է     | e     | Ē ē         | /ɛ/         | ré                                        | 7              |
| Ը ը     | ətʰ   | Ě ě         | /ə/         | about, em inglês                          | 8              |
| Թ թ     | tʰo   | T' t'       | /tʰ/        | team, em inglês                           | 9              |
| Ժ ժ     | zhe   | Ž ž         | /ʒ/         | jaca                                      | 10             |
| Ի ի     | ini   | I i         | /i/         | minhoca                                   | 20             |
| Լ լ     | lyun  | L l         | /l/         | limão                                     | 30             |
| Խ խ     | xe    | X x         | /χ/         | Bach, em alemão                           | 40             |
| Ծ ծ     | tsa   | Ç ç         | /t͡s/        | pizza, em algumas variantes do português  | 50             |
| Կ կ     | ken   | K k         | /k/         | casa                                      | 60             |
| Հ հ     | ho    | H h         | /h/         | dormir, em algumas variantes do português | 70             |
| Ձ ձ     | dza   | J j         | /d͡z/        | odds, em inglês                           | 80             |
| Ղ ղ     | ghat  | Ġ ġ         | /ʁ/         | rio                                       | 90             |
| Ճ ճ     | che   | Ch ch       | /t͡ʃ/        | tchau                                     | 100            |
| Մ մ     | men   | M m         | /m/         | mão                                       | 200            |
| Յ յ     | hi    | Y y         | /j/         | boia, em algumas variantes do português   | 300            |
| Ն ն     | nu    | N n         | /n/         | navio                                     | 400            |
| Շ շ     | sha   | Š š         | /ʃ/         | chá                                       | 500            |
| Ո ո     | vo    | Vo ou O o   | /vo/ ou /o/ | voar ou olá                               | 600            |
| Չ չ     | chʰa  | Ch' ch'     | /tʃʰ/       | chair, em inglês                          | 700            |
| Պ պ     | pe    | P p         | /p/         | pato                                      | 800            |
| Ջ ջ     | ʤe    | J̌ ǰ         | /d͡ʒ/        | dia, em algumas variantes do português    | 900            |
| Ռ ռ     | ɾɑ    | Ṙ ṙ         | /ɾ/         | troca                                     | 1000           |
| Ս ս     | se    | S s         | /s/         | sapo                                      | 2000           |
| Վ վ     | vev   | V v         | /v/         | voz                                       | 3000           |
| Տ տ     | tyun  | T t         | /t/         | topo                                      | 4000           |
| Ր ր     | re    | R r         | /r/         | drástico                                  | 5000           |
| Ց ց     | tsʰo  | C' c'       | /tsʰ/       | lots, em inglês                           | 6000           |
| Ու ու   | u     | U u         | /u/         | uva                                       | 7000           |
| Փ փ     | pʰyur | P' p'       | /pʰ/        | paper, em inglês                          | 8000           |
| Ք ք     | kʰe   | K' k'       | /kʰ/        | carry, em inglês                          | 9000           |
| Օ օ     | o     | Ò ò         | /o/         | cor                                       | N/A            |
| Ֆ ֆ     | fe    | F f         | /f/         | ferro                                     | N/A            |

Há um caractere adicional և que não é considerado parte do alfabeto, pois é uma espécie de ligamento. Pode ser pronunciando como /yev/ na posição inicial da palavra ou /ev/ nas posições médias ou finais.

### História da escrita

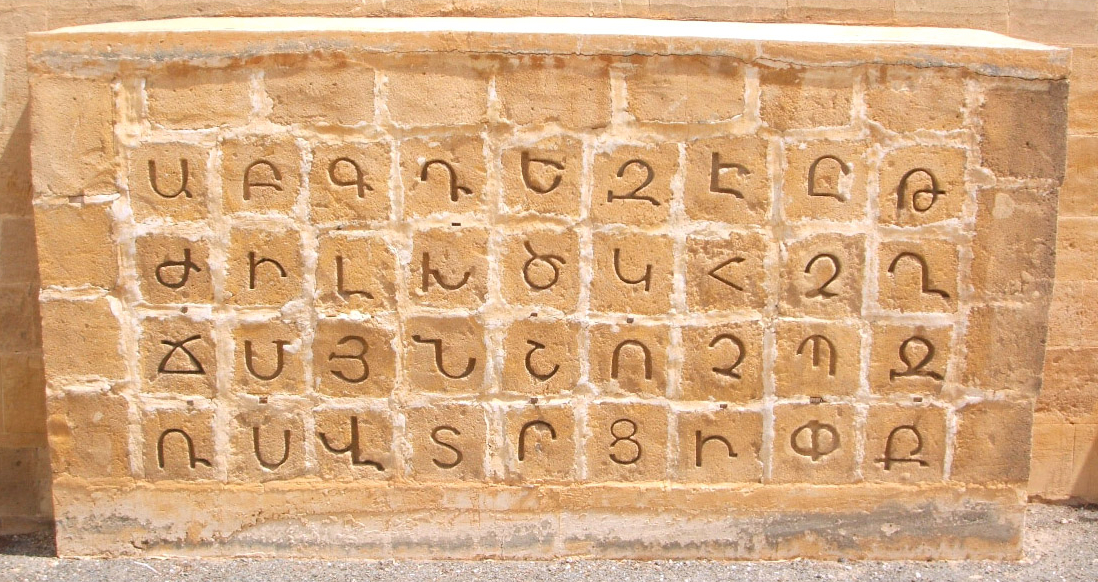
Antiga escritura com o alfabeto armênio ainda possuindo 36 caracteres

Inicialmente, quando o alfabeto foi criado por Mesrobes Mastósio em 405., haviam 36 caracteres e a ordem das letras seguia os moldes do alfabeto grego. As letras Օ օ e Ֆ ֆ foram adicionadas ao alfabeto durante a Idade Média para suprir a necessidade de escrever nomes e empréstimos estrangeiros, passando a ter 38 caracteres.[carece de fontes?]
Em 1922, o estabelecimento da União Soviética implementou algumas mudanças no alfabeto armênio. Algumas das principais reformas foram a substituição da letra Ւ ւ por Ու ու e o surgimento da ligadura և, considerada uma complementação do alfabeto armênio, para substituir o encontro է + ւ.

### Braille

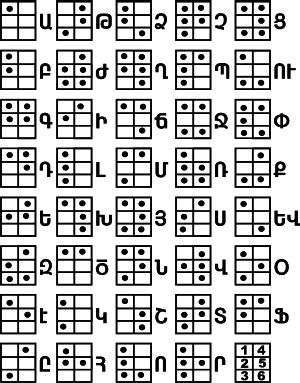
Representação do alfabeto armênio em Braille

Além de um sistema de escrita visual, a língua armênia possui uma versão em Braille. O Braille armênio [en] é consistente com a uniformidade internacional dos alfabetos em Braille, diferenciando-se apenas na pontuação da vírgula. As células do Braille armênio são baseadas no alfabeto armênio e quase sempre correspondem às suas próprias transliterações latinas.

## Gramática

### Pronomes
Os pronomes estão entre as palavras mais usadas em armênio, sendo utilizados para acompanhar e caracterizar substantivos. Usualmente, são divididos nos seguintes grupos: pronomes pessoais, pronomes possessivos, pronomes demonstrativos, pronomes reflexivos, pronomes indefinidos (incluindo negativos), pronomes interrogativos e pronomes relativos.

#### Pronomes pessoais
Os pronomes pessoais da 1ª e da 2ª pessoas gramaticais têm origem nas estruturas das língua indo-europeias, enquanto os da 3ª pessoa derivam do pronome demonstrativo նա na. Além disso, os pronomes são declinados em 6 casos gramaticais.
| Caso gramatical | Singular              | Singular               | Singular        | Plural                | Plural                | Plural              |
| Caso gramatical | 1a PS                 | 2a PS                  | 3a PS           | 1a PP                 | 2a PP                 | 3a PP               |
| --------------- | --------------------- | ---------------------- | --------------- | --------------------- | --------------------- | ------------------- |
| Nominativo      | ես es                 | դու du                 | նա na           | մենք menkʰ            | ճենք jenkʰ            | նրանք nrankʰ        |
| Genitivo        | իմ im                 | քո kʰo                 | նրա nra         | մեր mer               | ճեր jer               | նրանց nrantsʰ       |
| Dativo          | ինճ inj               | քեզ kʰez               | նրան nran       | մեզ mez               | ճեզ jez               | նրանց nrantsʰ       |
| Ablativo        | ինճ(ա)նից inj(a)nitsʰ | քեզ(ա)նից kʰez(a)nitsʰ | նրանից nranitsʰ | մեզ(ա)նից mez(a)nitsʰ | ճեզ(ա)նից jez(a)nitsʰ | նրանցից nrantsʰitsʰ |
| Instrumental    | ինճ(ա)նով inj(a)nov   | քեզ(ա)նով kʰez(a)nov   | նրանով nranov   | մեզ(ա)նով mez(a)nov   | ճեզ(ա)նով jez(a)nov   | նրանցով nrantsʰov   |
| Locativo        | ինճ(ա)նում inj(a)num  | քեզ(ա)նում kʰez(a)num  | նրան nranum     | մեզ(ա)նում mez(a)num  | ճեզ(ա)նում jez(a)num  | նրանցում nrantsʰum  |

A presença do termo -ա- (-a-) nos casos ablativo, instrumental e locativo para 1ª e 2ª pessoa ocorre apenas no armênio coloquial.

#### Pronomes reflexivos
Os pronomes reflexivos no armênio são utilizados para dirigir-se ao agente da ação ou enfatizar o termo anterior.
Os pronomes pessoais da 1ª pessoa e da 2ª pessoa declinados no caso dativo também são usados como pronomes reflexivos, Enquanto os pronomes reflexivos da 3ª pessoa são formados a partir do pronome ինքը inkʰĕ.
| Casos gramaticais | Singular        | Plural              |
| ----------------- | --------------- | ------------------- |
| Nominativo        | ինքը inkʰĕ      | իրենք irenkʰ        |
| Genitivo          | իր ir           | իրենg irentsʰ       |
| Dativo            | իրեն iren       | իրենg irentsʰ       |
| Ablativo          | իրենից irenitsʰ | իրենgից irentsʰitsʰ |
| Instrumental      | իրենով irenov   | իրենgով irentsʰov   |
| Locativo          | իրենում irenum  | իրենgում irentsʰum  |

O pronome ինքը inkʰĕ também pode acompanhar os pronomes pessoais de 1ª pessoa e 2ª pessoa quando declinados no caso nominativo, tornando-os reflexivos.

#### Pronomes possessivos
Para denotar relações de posse no armênio, utiliza-se os pronomes pessoais declinados no caso genitivo.
| Pessoa    | Singular | Plural        |
| --------- | -------- | ------------- |
| 1ª pessoa | իմ im    | մեր mer       |
| 2ª pessoa | քո kʰo   | նրա nra       |
| 3ª pessoa | ճեր jer  | նրանց nrantsʰ |

Para a 3ª pessoa do singular e do plural, também é possível utilizar os pronomes reflexivos declinados no caso genitivo. Entretanto, só podem ser usados quando o pronome se refere ao próprio sujeito, como no exemplo abaixo:
1. Արամը վերցրեց որա գիրկը - Aram-ě vertsʰ nra girk-ě - Aram pegou seu livro;

2. Արամը վերցրեց իր գիրկը - Aram-ě vertsʰ ir girk-ě - Aram pegou seu (próprio) livro.

#### Pronomes demonstrativos
Os pronomes demonstrativos do armênio são, de certa maneira, paralelos à declinação dos pronomes pessoais da terceira pessoa. A divisão dos pronomes demonstrativos é organizada em 3 séries:
- 1ª série: iniciados por ս- s-, referem-se a objetos próximos do falante;
- 2ª série: iniciados por դ- d-, referem-se a objetos próximos do ouvinte;
- 3ª série: iniciados por ն- n-, referem-se a objetos distantes de ambos.

| Caso gramatical | Singular        | Singular        | Singular        | Plural              | Plural              | Plural              |
| Caso gramatical | 1a série        | 2a série        | 3a série        | 1a série            | 2a série            | 3a série            |
| --------------- | --------------- | --------------- | --------------- | ------------------- | ------------------- | ------------------- |
| Nominativo      | սա sa           | դա da           | նա na           | սրանք srankʰ        | դրանք drankʰ        | նրանք nrankʰ        |
| Genitivo        | սրա sra         | դրա dra         | նրա nra         | սրանg srantsʰ       | դրանg drantsʰ       | նրանց nrantsʰ       |
| Dativo          | սրան sran       | դրան dran       | նրան nran       | սրանg srantsʰ       | դրանg drantsʰ       | նրանց nrantsʰ       |
| Ablativo        | սրանից sranitsʰ | դրանից dranitsʰ | նրանից nranitsʰ | սրանgից srantsʰitsʰ | դրանgից drantsʰitsʰ | նրանցից nrantsʰitsʰ |
| Instrumental    | սրանով sranov   | դրանով dranov   | նրանով nranov   | սրանgով srantsʰov   | դրանgով drantsʰov   | նրանցով nrantsʰov   |
| Locativo        | սրանում sranum  | դրանում dranum  | նրան nranum     | սրանgում srantsʰum  | դրանgում drantsʰum  | նրանցում nrantsʰum  |

### Substantivos
A principal subdivisão dos substantivos em armênio ocorre entre substantivos abstratos e substantivos concretos, com estes últimos sendo divididos em substantivos comuns e substantivos próprios.
Os substantivos em armênio são flexionados em animacidade, número e caso gramatical, assim como ocorre com os adjetivos e pronomes.

#### Animacidade
O armênio não reconhece nenhuma distinção de gênero. Entretanto, há um sufixo feminino -ուհի "-uhi" que altera a neutralidade do substantivo, como em:
ուսուցիչ usuc'ič "professor" vs. ուսուցիչուհի usuc'ičuhi "professora"
Entretanto, há distinção entre substantivos que denotam pessoas (+humano) e substantivos que denotam objetos e animais (-humano). Em geral, nomes pessoais e nomes de profissões são considerados (+humano), mas também animais e objetos personificados. Animais, plantas e objetos comuns são (-humano).
A diferenciação entre (+humano) e (-humano) é baseada nos casos gramaticais, como nos exemplos a seguir:
1. ես սիրում եմ իմ մորը es sirum em im morě "Eu amo a minha mãe" - Substantivo (+humano) denotando pessoa - Caso dativo;

2. ես վարդը գտա es vardě gta "Eu achei a rosa" - Substantivo (-humano) denotando objeto - Caso nominativo.

#### Número
As palavras em armênio podem ser singulares ou plurais, em que as palavras estão naturalmente no singular e o plural é formado com o sufixo -(ն)եր "-(n)er", como em:
- գիրք (girk') "livro" vs. գրքեր (grk'er) "livros"

A principal exceção a essa regra é para os substantivos que denotam pessoas, como nos exemplos:
- մարդ (mard) "humano" vs. մարդիկ (mardik) "humanos"
- կին (kin) "mulher" vs. կանայք (kanayk') "mulheres

Uma característica marcante da língua é a presença de substantivos registrados apenas no singular, mas que podem denotar objetos no plural (singularia tantum) e vice-versa (pluralia tantum), como em:
- գյուղատնտեսություն (gyughatntesut’yun) "agricultura" - singulare tantum
- ակնոցներ (aknots’ner) "óculos" - plurale tantum

#### Casos gramaticais
O armênio possui 7 casos gramaticais, sendo usualmente marcados nas terminações de substantivos, adjetivos e pronomes.  Abaixo estão listas as funções sintáticas de cada caso:
1. Caso Nominativo

A principal função do caso nominativo é a de sujeito da oração, como em գորգը նոր է (gorgě nor e) "o carpete é novo". Entre outras funções, o caso nominativo também pode ser usado como predicativo do sujeito, como em եղբայրս բժիշկ է (yeghbayrs bzhishk e) "meu irmão é físico (profissão)".
2. Caso Genitivo

O caso genitivo é utilizado principalmente para estabelecer o possuidor em relações de posse, como em Երևանի խաղողը (Yerevani khaghoghě) "As uvas de Erevã". Também pode indicar relações familiares e atribuições, modificando o substantivo.
3. Caso Dativo

O caso dativo tem como principal função a marcação do objeto indireto, como em խնդիրը քեզ բացատրել էմ (khndirě k'ez bats’atrel em) "Eu expliquei o problema para você". Além disso, indica também advérbios de tempo, lugar, modo e finalidade.
4. Caso Acusativo

O caso acusativo tem como principal função marcar o objeto direto, como em նկարներս տեսար? (nkarners tesar?) "Você viu minhas fotos?". Dentre outras serventias, pode ser usado para responder perguntas formadas por interrogativos como "quem?", "quando?" e "onde?".
5. Caso Ablativo

O caso ablativo essencialmente marca a pessoa ou objeto do qual se origina uma ação, como em Արամը իր մորից նվեր ստացավ (Aramě ir moric' nver stac'av) "Aram recebeu um presente da sua mãe". 
6. Caso Instrumental

O caso instrumental indica o meio ou instrumento pelo qual a ação se realiza, como em կրակը հանգցվեց ջրով (krakě hangc'vec' ǰrov) "o fogo foi apagado com água".
7. Caso Locativo

O caso locativo serve majoritariamente para marcar o lugar onde acontece a ação, como em Կատարը պարապում է լսարանում (Katarě parapum e lsaranum) "Katar estuda no auditório". Além disso, ele também pode ser usado em expressões para indicar o intervalo de tempo em que uma ação se realiza.

### Verbos
Os verbos em armênio apresentam as categorias gramaticas de modo, aspecto/evidencialidade e tempo. Além disso, cada verbo é associado a uma dentre três classes.

#### Classes verbais
As três classes verbais no apresentadas no armênio são:
- Verbos simples: São verbos formados apenas por um radical, geralmente terminado com -ալ (-al) ou -ել (-el), como կարդալ (kardal) "ler" e գրել (grel) "escrever", respectivamente.
- Verbos sufixados: São verbos constituídos por um radical e um sufixo em sua forma básica, como տեսնել (tesnel) "ver". Esses sufixos não possuem função sintática, morfológica ou semântica.
- Verbos compostos: São verbos constituídos de um verbo simples e outros elementos lexicais, como substantivos e advérbios. Um exemplo desse tipo de verbo é լացլինել (lac'linel) "chorar".

#### Modo
O armênio possui cinco modos verbais, sendo um realis (indicativo) e quatro irrealis (subjuntivo, condicional, debitivo e imperativo). Abaixo estão listados os modos verbais do armênio juntamente com suas principais funções:
| Modo        | Contexto                                    | Exemplo | Tradução                                                     |
| ----------- | ------------------------------------------- | --- | ------------------------------------------------------------ |
| Indicativo  | Declarações tidas como verdadeiras          | Ես գնում եմ շուկա Yes gnum yem shuka                                                                            | Eu vou ao mercado                                            |
| Subjuntivo  | Situações hipotéticas, desejos e propósitos | Երբ դուք գաք, ես դեռ կթարգմանեմ մյուս ուսանողների հետ Yerb duk’ gak’, yes derr kt’argmanem myus usanoghneri het | quando você vier, ainda estarei traduzindo com outros alunos |
| Condicional | Situações dependentes de outras             | Եթե չգամ, մի՛ սկսիր yet’e ch’gam, mi՛ sksir                                                                     | se eu não chegar, não comece                                 |
| Debitivo    | Necessidades e ações obrigatórias           | ես պետք է գնամ հենց հիմա yes petk’ e gnam hents’ hima                                                           | Eu preciso ir agora mesmo                                    |
| Imperativo  | Comandos, pedidos, conselhos e convites     | Վազիր! vazir!                                                                                                   | corra!                                                       |

- O modo indicativo não possui nenhuma marcação específica;[78]
- Os verbos no subjuntivo são marcados por sufixos específicos para cada pessoa gramatical, como -եմ (-em) e -ամ (-am), usados pela 1ª pessoa do singular;[79]
- A marcação do modo condicional é também é baseada em sufixos, como -կեմ (-kem) e -կամ (-kam), usados pela 1ª pessoa do singular;[80]
- O modo debitivo é marcado com o prefixo է- (e-) e os sufixos utilizados no modo subjuntivo;[81]
- Os verbos no imperativo são marcados pela substituição das formas infinitivas -ալ (-al) e -ել (-el) por -ա (-a) e -իր (-ir), respectivamente.[82]

#### Aspecto e evidencialidade
De um modo geral, os aspectos no armênio servem para indicar o estado, o processo ou a duração de uma ação.  A língua apresenta oposição aspectual em três distinções principais, que podem ser combinadas:
- imperfectivo/perfectivo, indicando se a ação foi terminada não;
- habitual/iterativo, indicando se a ação é repetida várias vezes ou não;
- contínuo / descontínuo, indicando a duração da ação.

A evidencialidade no armênio é marcada pelos aspectos perfectivos do aoristo e do pretérito. Enquanto o aoristo expressa eventos testemunhados no passado, o pretérito indica eventos não testemunhados acontecimentos do passado.

#### Tempo
O armênio possui sete tempos verbais, sendo influenciados pelos aspectos: presente simples, pretérito imperfeito, presente perfeito [en], pretérito mais-que-perfeito, futuro simples [en], futuro do pretérito e aoristo. Na lista abaixo encontram-se as marcações dos tempos verbais em armênio utilizando o verbo գրել (grel) "escrever":
| Tempo verbal                | Marcação           |
| --------------------------- | ------------------ |
| Presente simples            | գրում եմ grum em   |
| Pretérito perfeito          | գրում էի grum ēi   |
| Presente perfeito           | գրել եմ grel em    |
| Pretérito mais-que-perfeito | գրել էի grel ēi    |
| Futuro simples              | գրելու եմ grelu em |
| Futuro do pretérito         | գրելու էի grelu ēi |
| Aoristo                     | գրեցի grec'i       |

### Sentenças
O principal tipo de ordem dos constituintes de uma sentença em armênio é sujeito-verbo-objeto (SVO). A ordem sujeito-objeto-verbo (SOV) é usada também, mas em menor escala.
| Exemplo | Exemplo        | Frase                                            |
| ------- | -------------- | ------------------------------------------------ |
| 1       | Armênio        | արտադրությունը պայմանավոջում է սպառումը          |
| 1       | Transliteração | artadrut'yuně (S) paymanavorum (V) ē spaṛumě (O) |
| 1       | Tradução       | a produtividade causa consumação                 |
| 2       | Armênio        | ավտոբուսը գնում է քաղաք                          |
| 2       | Transliteração | avtobusě (S) gnum (V) ē kaghakě (O)              |
| 2       | Tradução       | O ônibus vai para a cidade                       |

#### Alinhamento morfossintático
O armênio é considerado uma língua nominativa-acusativa, em que não há diferença entre o sujeito de um verbo transitivo e de um intransitivo, enquanto o objeto de um verbo transitivo recebe marcação.

## Vocabulário

### Números cardinais
Abaixo estão listados os principais números cardinais em armênio, que possui uma base numérica decimal.
| Número | Armênio            | Número | Armênio               | Número     | Armênio                         |
| ------ | ------------------ | ------ | --------------------- | ---------- | ------------------------------- |
| 0      | զրո zro            | 14     | տասնչորս tasnč’ors    | 80         | ութսուն ut'sun                  |
| 1      | մեկ mek            | 15     | տասնհինգ tasnhing     | 90         | իննսուն innsun                  |
| 2      | երկու yerku        | 16     | տասնվեց tasnvec’      | 100        | հարյուր haryur                  |
| 3      | երեք yerek’        | 17     | տասնյոթ tasnyot’      | 101        | հարյուր մեկ haryur mek          |
| 4      | չորս č’ors         | 18     | տասնութ tasnut’       | 121        | հարյուր քսանմեկ haryur k’sanmek |
| 5      | հինգ hing          | 19     | տասնինը tasnině       | 200        | երկու հարյուր yerku haryur      |
| 6      | վեց vec’           | 20     | քսան k’san            | 1.000      | հազար hazar                     |
| 7      | յոթ yot’           | 21     | քսանմեկ k’sanmek      | 2.000      | երկու հազար yerku hazar         |
| 8      | ութ ut’            | 22     | քսաներկու k’sanerku   | 10.000     | տաս հազար tas hazar             |
| 9      | ինը ině            | 30     | երեսուն yeresun       | 100.000    | հարյուր հազար haryur hazar      |
| 10     | տասը tasě          | 40     | քառասուն k’aṙasun     | 1 milhão   | միլիոն milion                   |
| 11     | տասնմեկ tasnmek    | 50     | հիսուն hisun          | 10 milhões | տասը միլիոն tasě milion         |
| 12     | տասներկու tasnerku | 60     | վաթսուն vat’sun       | 1 bilhão   | բիլիոն bilion                   |
| 13     | տասներեք tasnerek’ | 70     | յոթանասուն yot’anasun | 1 trilhão  | տրիլիոն trilion                 |

### Termos de marcação temporal
As marcações temporais no armênio encontram-se nas tabelas abaixo:

#### Dias da semana
| Armênio                 | Português     |
| ----------------------- | ------------- |
| Երկուշաբթի yerkušabt’i  | segunda-feira |
| Երեքշաբթի erek’šabt’i   | terça-feira   |
| չորեքշաբթի čorek’šabt’i | quarta-feira  |
| հինգշաբթի hingšabt’i    | quinta-feira  |
| Ուրբաթ Urbat’           | sexta-feira   |
| շաբաթ šabat’            | sábado        |
| կիրակի kiraki           | domingo       |

#### Meses do ano
| Armênio          | Português | Armênio             | Português |
| ---------------- | --------- | ------------------- | --------- |
| հունվար hunvar   | janeiro   | հուլիս hulis        | julho     |
| փետրվար p’etrvar | fevereiro | օգոստոս ōgostos     | agosto    |
| մարտ mart        | março     | սեպտեմբեր september | setembro  |
| ապրիլ april      | abril     | հոկտեմբեր hoktember | outubro   |
| մայիս mayis      | maio      | նոյեմբեր noyember   | novembro  |
| հունիս hunis     | junho     | դեկտեմբեր dektember | dezembro  |

## Menções
A língua armênia já foi tema de duas questões em olimpíadas científicas, com ambas envolvendo seu sistema de escrita e sua estrutura frasal:
- Na 8ª questão (Pergunta?) da primeira fase da edição Khipu (2022) da Olimpíada Brasileira de Linguística;[93]
- Na 4ª questão (Lost in Yerevan) da primeira fase da edição de 2010 da Olimpíada de Linguística do Reino Unido (UKLO) [en].[94]